# Бессонов, Алексей Васильевич
Алексей Васильевич Бессонов (1 января 1962, Грозный — 13 августа 2025) — советский и российский футболист, защитник и полузащитник, после завершения игровой карьеры — футбольный тренер. Рекордсмен саранской «Светотехники» по числу проведённых матчей.

## Карьера
Воспитанник грозненского футбола, учился в спортинтернате в Ленинграде и играл за дублирующий состав местного «Динамо». Выступал за юношескую и молодёжную сборные РСФСР. После окончания интерната по приглашению тренера Бориса Андреевича Никифорова стал игроком «Светотехники» (Саранск). В 1980-е годы играл на позиции атакующего полузащитника и много забивал. После вылета из второй лиги играл в сезоне 1988 года в турнире КФК, забил девять мячей. Сезон-1989 начал в «Торпедо» Армавир, но затем вернулся в «Светотехнику» и даже стал лучшим бомбардиром команды в сезоне с 16 забитыми мячами. В сезоне 1991 года у саранской команды были сложности с игрой в обороне, и Бессонов был переведён в защиту, по итогам года команда заняла второе место в 5 республиканской зоне второй лиги. Завершил профессиональную карьеру по окончании сезона-1994. Всего за «Светотехнику» в первой и второй лигах провёл 421 матч и забил 78 мячей. Был капитаном команды.
В 1996 году окончил Высшую школу тренеров, работал тренером «Светотехники», в первом круге сезона 1999 года был главным тренером, работал также с «Биохимиком» и мини-футбольными командами. Работал тренером в МЦПЮФП «Мордовия».
Обладал сильным, хорошо поставленным ударом. Был одним из штатных пенальтистов команды. Саранский спортивный журналист Евгений Сулейманов включил Бессонова в качестве запасного центрального защитника в символическую сборную «Мордовии» за период с 1991 по 2011 год.
Скончался 13 августа 2025 года.